# Renata Zamengo
Renata Zamengo (née en 1942) est une actrice italienne active entre 1971 et 1982.

## Filmographie partielle

### Cinéma
- 1971 : La classe ouvrière va au paradis de Elio Petri
- 1971 : Les Obsessions sexuelles d'un veuf de Giovanni Grimaldi
- 1971 : Nous sommes tous en liberté provisoire de Damiano Damiani
- 1972 : Girolimoni, il mostro di Roma de Damiano Damiani
- 1973 : Un homme appelé Karaté de Michele Massimo Tarantini
- 1974 : Le Parfum de la dame en noir (Il profumo della signora in nero) de  Francesco Barilli
- 1974 : Le Trio infernal de Francis Girod
- 1974 : Les Passionnées (Appassionata) de Gianluigi Calderone
- 1974 : Un citoyen se rebelle (Il cittadino si ribella) d'Enzo G. Castellari
- 1974 : E cominciò il viaggio nella vertigine de Toni De Gregorio (it)
- 1975 : Prete, fai un miracolo de Mario Chiari
- 1977 : Suspiria de Dario Argento
- 1977 : Au nom du pape roi de Luigi Magni
- 1978 : Le Règne de Naples de Werner Schroeter
- 1979 : SOS Concorde de Ruggero Deodato
- 1980 : Augh! Augh! de Marco Toniato
- 1982 : La Nuit de San Lorenzo  de  Vittorio et Paolo Taviani
- 1982 : Malamore  d'Eriprando Visconti
- 1988 : La posta in gioco[1] de Sergio Nasca

### Télévision
- 1980 : Il giovane dottor Freud (TV Mini-Séries)
- 1981 : Bim bum bam (série télévisée)